# Galambos Erzsi
Galambos Erzsi (Budapest, 1931. december 5. – Budapest, 2023. november 16.) Kossuth- és Jászai Mari-díjas magyar színművésznő, érdemes és kiváló művész, a Budapesti Operettszínház, a József Attila Színház és a Halhatatlanok Társulatának örökös tagja.
Főleg zenés játékok, operettek szubrett- és primadonnaszerepeiben aratta sikereit. A musical műfajának egyik első hazai előadója. Prózai színésznőként is jelentős szerepek megformálója.

## Életpályája
Szülei Galambos Dezső és Palásthy Ilona voltak. Gyerekként Lakner Artúr Gyermekszínházában játszott. Elvégezte az Országos Színészegyesület Színészképző iskoláját, főiskolásként Bajor Gizi mellett statisztált. Később Somlay Artúrtól Básti Lajoson át Latabár Kálmánig és Honthy Hannáig a század legnagyobbjaival lépett fel. 1955–1958 között a Miskolci Nemzeti Színház tagja volt. 1958–1962 között a Kecskeméti Katona József Nemzeti Színházban játszott, és itt készítette első koreográfiáit is. 1962–1964 között a budapesti Petőfi Színház tagja volt. 1964–ben a Fővárosi Operettszínházhoz szerződött. 1983–tól a József Attila Színház tagja volt.
2023. november 15-én hunyt el pár héttel a 92. születésnapja előtt. 2023. december 2-án római katolikus szertartás szerint búcsúztatták a Farkasréti temetőben. A temetésen búcsúbeszédet mondott Nemcsák Károly, Léner Péter, Mihályi Győző, Szegvári Katalin és Hegedűs D. Géza.

## Magánélete
Első házasságát Nagy Attila színésszel kötötte, akitől elvált. Ezt követően Perlaki István színész felesége lett. Harmadik férje Petrovics Emil zeneszerző volt. Egy lányuk született 1972. április 21-én, Petrovics Eszter, aki a Duna Televízióban rendezőként és szerkesztőként dolgozott. Lányának férje Lafferton Zsolt lap- és reklámtervező. 2007-ben egy új szerepben is megmutatkozott, a nagymamáéban, amikor április 6-án megszületett az unokája, Lafferton Zsófia.
Hosszú évekig élt Budapesten a Naphegyen, a Tigris utcában, ahonnan utolsó éveiben költözött el.

## Színházi szerepei
- Hárs László: A titkos örs... Vince
- Farkas Ferenc: Zeng az erdő... Bözsi
- Virágh Elemér–Lászlóffy Lajos–Grimm fivérek: Hamupipőke... Hamupipőke; Hétzsákné
- Alekszandr Stejn: Személyes ügy... Marianna
- Alekszandr Nyikolajevics Osztrovszkij: Farkasok és bárányok... Glafira Alekszejevna
- Sós György: Három kívánság... Julika
- Jacobi Viktor: Leányvásár... Bessy
- Kálmán Imre: Cirkuszhercegnő... Mábel
- Carlo Goldoni: Két úr szolgája... Beatrice
- Emőd Tamás: Lotharingia... Balerina
- Huszka Jenő: Lili bárónő... Clarisse
- Ábrahám Pál: Viktória... Riquette
- William Shakespeare: Szentivánéji álom... Puck
- Leo Fall: Sztambul rózsája... Midili Hanum
- Jacques Offenbach: Egy marék boldogság... Piri
- Csizmarek Mátyás–Nádassi László–Semsei Jenő: Érdekházasság... Éva
- Ábrahám Pál: Hawaii rózsája... Bessy
- Ábrahám Pál: Bál a savoyban... Daisy Parker
- Szűcs György: Elveszem a feleségem... Bende Piroska
- Iszaak Oszipovics Dunajevszkij: Fehér akácok... Larissza
- William Shakespeare: Vízkereszt... Viola
- Felkai Ferenc: A hercegkisasszony... Orsós Zsuzsi
- Darvas Szilárd: Zöld láng... Panna
- Csiky Gergely: Nagymama... Márta
- Kálmán Imre: Csárdáskirálynő... Stázi grófnő
- Németh Amadé: Simonyi óbester... Gyeride Panna
- Aszlányi Károly–Karinthy Ferenc: A hét pofon... Maisie
- Feydeau: Osztrigás Mici... Osztrigás Mici
- Moldova György: Légy szíves Jeromos... Gyémánt Ibolya
- Molnár Ferenc: Liliom... Mari; Muskátné
- Paul Burkhard: Ötödik Frank... Frieda Fürst
- Darvas Szilárd–Királyhegyi Pál: Lopni sem szabad... Yvette
- Monty Norman–David Heneker: Espresso Bongo... Dixie
- Milos Vacek: Jó éjt, Bessy!... Bessy Blake
- Hidas Frigyes: Riviera... Lujza
- Tamássy Zdenko: Hotel Amerika... Jerry
- Alan Jay Lerner – Frederick Loewe: My fair Lady... Eliza Doolittle
- Semsey Jenő–Szilágyi László: Békebeli háború... Deborrah
- Oscar Wilde: Bunbury... Gwendolen
- Török Rezső–Zoltán Pál: Péntek Rézi... Marcella revüsztár
- Bernstein: West Side Story... Anita
- William Shakespeare: Lóvátett lovagok... Rosaline
- Mitch Leigh–Dale Wasserman: La Mancha lovagja... Aldonza
- Rejtő Jenő: Tulipán... Miss Hunderbilt
- Szakcsi Lakatos Béla: Piros karaván... Vorza
- Illés Lajos: Egy fiú és a tündér... Mirigy
- Galt MacDermot: Veronai fiúk... Szilvia
- Hervé: Nebáncsvirág... Corinna; Fejedelemasszony
- John Kander–Fred Ebb: Kabaré... Sally
- Léon Gandillot: A kikapós patikárius... Leonide
- Petrovics Emil: Salome... Salome
- Graham Greene: Komédiások... Smithné
- Eugène Labiche: Florentin kalap... Bárónő
- Franz Arnold–Ernst Bach: Hurrá, fiú!... Gréti
- Georg Kreisler: Lola Blau... Lola Blau
- John Kander–Fred Ebb: Chicago... Roxie Hart; Morton mama
- Alexandre Breffort–Marguerite Monnot: Irma, te édes... Irma
- Fényes Szabolcs: Szerdán tavasz lesz... Dr. Koroda Klára
- Yves Mirande–André Mouezy-Eon: Uraim, csak egymás után... Lysiane
- Bertolt Brecht: Mahagonny városának tündöklése és bukása... Leokadja Begbick
- William Shakespeare: III. Richárd... Erzsébet királyné
- Charles Strouse: Taps... Margo Channing
- Neil Simon: Mezítláb a parkban... Mrs. Banks
- Bertolt Brecht: Koldusopera... Kocsma Jenny
- Noel Gay: Me and my girl... Mária hercegnő
- Selmeczi György: Még ma... Mária
- Jerry Herman: Hello, Dolly!... Mrs. Dolly Levy
- Kálmán Imre: Marica grófnő... Katja
- Makszim Gorkij: Éjjeli menedékhely... Luka
- Maury Yeston: Grand Hotel... Elizaveta Grusinszkaja
- Szomory Dezső: Incidens az Ingeborg hangversenyen... Breitmayerné
- Lengyel Menyhért: Az árny... Paula
- Jule Styne: Gypsy... Rose
- Csehov–Petrusevszkaja: A 3 nővér, kékben... Irina
- Nagy Tibor: A kölyök... Madame Foyer
- Richard Harris: Csupa balláb... Mavis
- Karinthy Márton: Korai fagy... Mama
- Molnár Ferenc: A doktor úr... Marosiné
- Schönthan testvérek–Kellér Dezső–Horváth Jenő–Szenes Iván: A szabin nők elrablása... Borbála
- Radó Denise: A Fedák-ügy avagy kontra, rekontra, szubkontra... Fedák Sári
- Kocsák Tibor–Nagy András: Budapest, te csodás!
- Victor Máté: Villon és a többiek... Matilde
- Kocsák Tibor: Légy jó mindhalálig... Doroghyné
- Ábrahám Pál: 3:1 a szerelem javára... Melinda
- Radó Denise: Galambos Erzsi – az első 70 évem
- Anthony Marriott–Bob Grant: Nász-frász... Evelyn
- Mikszáth Kálmán: Különös házasság... Madame Malipau
- Csiky Gergely: Kaviár... Miranda
- Ron Aldridge: Csak kétszer vagy fiatal... Grace
- Tasnádi István–Rejtő Jenő: Vanek úr Afrikában... Báden grófné
- Darvasi László–Gáli József: Szabadság-hegy... Mama
- Kocsák Tibor–Nagy András: Járom az utam
- Csukás István: Süsü a sárkány... Dadus
- Ruttkay Zsófia–Hámos György: Mici néni két élete... Fáncsi

## Filmek
Mozifilmek
- Dalolva szép az élet (1950)
- Rákóczi hadnagya (1953)
- Csendes otthon (1957)
- Mindennap élünk (1963)
- Özvegy menyasszonyok (1964)
- A gyilkos a házban van (1970)
- Szerelem első vérig (1985)
- Mata Hari (1985)

Tévéfilmek
- Augusztusi kaland (1969)
- Házasodj, Ausztria! (1970)
- Üvegkalitka (1970)
- Csalódások (1972)
- Két fiú ült egy padon (1973)
- Lili bárónő (1975)
- A játszma I-III. (1976)
- Földünk és vidéke (1978)
- Karcsi kalandjai (1980)
- Haláltánc (1981)
- Zenés TV Színház (1978–1987)
  - Maya (1978)
  - A canterville-i kísértet (1982)
  - Osztrigás Mici (1983)
  - Lola Blau (1984)
  - Gül baba (1985)
  - Kártyaaffér hölgykörökben (1987)
- Zsuzsi kisasszony (1987)
- Tea (2003)

## Koreográfiáiból
- Carlo Collodi–Litvai Nelli: Pinokkió
- Georges Feydeau: Osztrigás Mici
- Csiky Gergely: Nagymama
- Darvas Szilárd: Zöld láng
- Gyárfás Endre: Dörmögőék csodajátéka
- Perényi Kálmán: Simonyi óbester
- Kálmán Imre: Csárdáskirálynő
- Ábrahám Pál: Bál a Savoyban
- Ábrahám Pál: Viktória
- Huszka Jenő: Lili bárónő
- Huszka Jenő: Gül Baba
- Jacobi Viktor: Leányvásár
- Victorien Sardou–Émil de Najac: Váljunk el!
- Carl Millöcker: Koldusdiák
- Nyikolaj Alfredovics Adujev: Dohányon vett kapitány
- Robert Planquette: A corneville-i harangok

## Hangjátékok
- Óz, a nagy varázsló (1980) .... Rossz boszorkány
- Vercors: Mesék borogatás közben (1983)

## Szinkronszerepei
- Burattino kalandjai (Priklyucheniya Buratino) [1976]1
- Cserebere (Trampa) [1978]
- A szépség és a szörnyeteg (Beauty and the beast) 1991 - Mrs. Potts (Angela Lansbury)
- A Szépség és a Szörnyeteg: Varázslatos karácsony (Beauty and the Beast: The Enchanted Christmas) [1997] – Mrs. Potts (Angela Lansbury)
- Mulan (1998) – Fa nagyanyó (June Foray)

## Díjak, kitüntetések
- Jászai Mari-díj (1968)
- Érdemes művész (1973)
- Kiváló művész (1981)
- Tévékritikusok díja (1984) – az Osztrigás Mici és a Lola Blau című tévéjátékokban nyújtott alakításaiért
- Déryné-díj (1993)
- Kritikusok díja (1993)
- Örökös tag a Halhatatlanok Társulatában (1998)
- Kossuth-díj (2002)
- József Attila-gyűrű (2013)
- Kaló Flórián-díj (2016)
- A Budapesti Operettszínház Életműdíja (2019)
- Sztankay István-díj (2020)[13]
- A XIII. kerület díszpolgára (2020)[14]
- Emberi Hang életműdíj (2020)[15][16]